# Jan Krajewski (rzeźbiarz)
Jan Krajewski (ur. 15 marca 1935 w Zawidzu Kościelnym, zm. 1 listopada 2017) – polski rzeźbiarz ludowy, laureat Nagrody Kolberga. 

## Życiorys
Syn rzeźbiarza ludowego z Zawidza, Wincentego Krajewskiego. Ukończył szkołę podstawową, z zawodu był ślusarzem. Do 1974 r. pracował na kolei, później zajął się wyłącznie rzeźbiarstwem, prowadząc również odziedziczone po ojcu gospodarstwo rolne. Naukę rzeźbienia pobierał u ojca, z nim od 1964 r. uczestniczył w konkursach i wystawach sztuki ludowej. Tematyka prac Wincentego i Jana była podobna: rzeźbili ﬁgury i sceny o tematyce sakralnej, historycznej oraz z życia wsi.
Jan rozpoczął rzeźbienie ok. 1960 r. od ﬁgurek w ujęciu statycznym, później zaczął rzeźbić kompozycje wieloﬁguralne i sceny rodzajowe. Rzeźby malował, wprowadzając bardziej żywe i kontrastowe kolory niż ojciec. Wykonywał też płaskorzeźby i rzeźby ﬁguralne, monumentalne. Po śmierci ojca w 1978 r. z powodzeniem kontynuował rodzinne tradycje rzeźbiarskie, pomnażając wielokrotnie sukcesy konkursowe i wystawiennicze.
Po 1980 r. już samodzielnie uczestniczył w konkursach, często zdobywając I nagrody (Kapliczki drewniane – Sierpc 1981, Generał Bem – Ostrołęka 1981, Polska epoki piastowskiej – Sierpc 1982, Stare i nowe Mazowsze – Płock 1985 , Zło dobrem zwyciężaj – Sierpc 1985). Po 1980 r. powiększał się jego się dorobek wystaw zagranicznych (Francja, Bułgaria, Węgry, Japonia, Belgia, Portugalia).  
Od 1971 r. należał do Stowarzyszenia Twórców Ludowych, w l. 1979–1982 pełniąc funkcję wiceprezesa Oddziału Mazowieckiego. Przez kilka lat prowadził szkółkę rzeźbiarską w Gminnej Szkole Zbiorczej w Zawidzu Kościelnym. Wielokrotnie nagradzany, odznaczony był m.in. Srebrnym Krzyżem Zasługi, odznaką Zasłużonego Działacza Kultury. W 1986 r. otrzymał Nagrodę im. Oskara Kolberga w kategorii Twórczość plastyczna, zdobnictwo, rękodzieło i rzemiosło ludowe, folklor muzyczno-taneczny. 
W 1955 r. poślubił Alfredę Sulkowską (ur. 1938), która również zajmowała się rzeźbiarstwem. Podobnie syn Jana i Alfredy – Krzysztof. Pod koniec życia Jan Krajewski był ociemniały. 
Jego prace rzeźbiarskie posiadają: Muzeum Wsi Mazowieckiej w Sierpcu, Muzeum Mazowieckie w Płocku, Muzeum Etnograficzne im. Marii Znamierowskiej-Prüfferowej w Toruniu, Muzeum Szlachty Mazowieckiej w Ciechanowie, ponadto muzea w Łodzi, Warszawie, Krakowie oraz kolekcje zagraniczne w Stanach Zjednoczonych, Belgii, Japonii, Niemczech i Meksyku.